# Karin Viard
Karin Viard (ur. 24 stycznia 1966 w Rouen) – francuska aktorka filmowa.

## Życiorys
Ukończyła Lycée Pierre Corneille w Rouen. Debiutowała rolą w filmie Ciocia Danielle (1990).
Dwunastokrotnie nominowana do Cezara, trzy razy zdobyła tę statuetkę: za główną rolę w filmie W górę serca! (1999) oraz za role drugoplanowe w filmach Letni zawrót głowy (2002) i Łaskotki (2018).
W 2004 dostała nagrodę dla najlepszej aktorki na MFF w Montrealu za rolę w Roli życia. Zasiadała w jury konkursu głównego na 56. MFF w Cannes (2003).

## Filmografia
- Ciocia Danielle (1990)
- Delicatessen (1991)
- Max i Jeremie (1992)
- Nic takiego (1992)
- Ce que femme veut... (1993)
- La Nage indienne (1993)
- Emmène-moi (1994)
- Séparation (1994)
- Ulubiony syn (1994)
- Cudzołóstwo, sposób użycia (1995)
- Fourbi (1996)
- Les Randonneurs (1997)
- W górę serca! (1999)
- Reines d'un jour (2001)
- L'Emploi du temps (Time Out) (2001)
- Letni zawrót głowy (2002)
- Le Rôle de sa vie (2004)
- L' Ex-femme de ma vie (2004)
- Le Couperet (2005)
- Piekło (2005)
- Ambitni (2006)
- Głowa mamusi (2007)
- La Face cachée (2007)
- La Vérité ou presque (2007)
- Niebo nad Paryżem (2008)
- Les Randonneurs à Saint-Tropez (2008)
- Baby Blues (2008)
- The Ball of the Actresses (2009)
- Le code a changé (2009)
- Szczęśliwe zakończenie (2009)
- Les Invités de mon père (2010)
- Żona doskonała (2010)
- Nic do oclenia (2011)
- Ma part du gâteau (2011)
- Polisse (2011)
- Le Skylab (2011)
- Parlez-moi de vous (2012)
- Rozumiemy się bez słów (2014)